# 남광주역
남광주역(Namgwangju station, 南光州驛)은 대한민국 광주광역시 동구 학동에 있는 광주 도시철도 1호선의 전철역이다. 역명은 2000년 경전선 도심 철도 부지 이설로 폐역된 인근의 옛날 남광주역에서 유래하였으나, 옛날 남광주역도 이 역도 둘 다 역명과는 달리 남구가 아닌 동구에 있다. 역사 내에 추억 여행 전시관과 열린 도서관이 있다. 인근에 전남대학교병원과 조선대학교병원이 있다. 
2027년부터 광주 도시철도 2호선과의 환승역으로 예정되어 있다.

## 역 구조
2면 2선의 상대식 승강장이 있는 지하역이다. 승강장에 스크린도어가 설치되어 있다. 개찰구가 승강장별로 분리되어 있어 개찰을 하지 않고서는 반대편으로 건너 갈 수 없는 구조이다.

### 승강장
| 학동·증심사입구 ↑ |
| \| 상             |
| ↓ 문화전당        |

| 상행 | ● 광주 도시철도 1호선 | 학동·증심사입구・소태・녹동 방면 |
| 하행 | ● 광주 도시철도 1호선 | 상무・광주송정・평동 방면        |

- 승강장 번호는 없다.

## 역 주변
- 1번출구

광주축산농협 · 학동시장
- 2번출구

백운광장 방면
- 3번출구

남광주시장 · 광주학강초등학교 · 광주전남지방병무청 · 상수도동부사업소 · 학서치안센터 · 학동우체국 · 광주은행 남광주지점 · 푸른길안내센터
- 4번출구

전남대학교병원 · 전남대학교 학동캠퍼스
- 5번출구

산수오거리 방면 · 조선대학교 · 조선이공대학교 · 조선대학교병원
- 6번출구

조선간호대학교 · 남광주한의원 · 새한신경외과  · 학문외과

## 승차량 변동
2006년까지의 양은 홈페이지를 통해 공개된 바는 없다.
광주 도시철도 1호선의 역들 중 2번째로 승객이 많다.
| 역 노선 | 승차 인원 | 승차 인원 | 승차 인원 | 승차 인원 | 승차 인원 | 승차 인원 | 승차 인원 | 승차 인원 | 승차 인원 | 승차 인원 | 승차 인원 |
| 역 노선 | 2007년    | 2008년    | 2009년    | 2010년    | 2011년    | 2012년    | 2013년    | 2014년    | 2015년    | 2016년    | 2017년    |
| ------- | --------- | --------- | --------- | --------- | --------- | --------- | --------- | --------- | --------- | --------- | --------- |
| 1호선   | 3531      | 3783      | 4106      | 4285      | 4384      | 4398      | 4326      | 4313      | 4196      | 4196      | 4508      |

## 인접한 역
| 광주 도시철도 1호선           | 광주 도시철도 1호선   | 광주 도시철도 1호선    |
| ----------------------------- | --------------------- | ---------------------- |
| 102 학동·증심사입구 녹동 방면 | ● 광주 도시철도 1호선 | 104 문화전당 평동 방면 |